# Вибори Президента України 1994
Другі Вибори Президента України відбулись у 1994 році (26 червня — перший тур і 10 липня — другий тур). Були призначені достроково. Використовувалася система абсолютної більшості. У разі відсутності кандидата, що набрав абсолютну більшість від числа тих, що взяли участь у виборах, передбачався 2-й тур, у якому змагалися двоє, що набрали найбільше голосів. У 2-му турі для перемоги теж була потрібна абсолютна більшість; у разі її відсутності (що було цілком можливо, завдяки голосам проти обох) виборча кампанія мала б починатися з початку, але такої проблеми не виникло.
Вибори проведені достроково після досягнення компромісу між Президентом і Верховною Радою. Виконувач обов'язків президента Леонід Кравчук втратив президентство на користь колишнього прем'єр-міністра Леоніда Кучми.

## Передумови

### Страйки та відродження комуністів
7 червня 1993 р. розпочався необмежений страйк шахтарів з Донецького басейну як частини хронічної економічної кризи. На хвилі страйків 19 червня 1993-го в Донецьку відбувся Установчий з'їзд Комуністичної партії України, у жовтні того ж року вона була зареєстрована. Її заборона була тимчасовою через підозри в підтримці серпневого державного перевороту. Однак Конституційний суд України визнав, що Комуністична партія України, яка була зареєстрована 22 липня 1991-го, нічого спільного з серпневими подіями в СРСР не має та ніколи не була наступником КПРС і КПУ РС. 27 грудня 2001 р. Конституційний Суд України визнав заборону комуністичної партії неконституційними діями.

### Рішення про дострокові вибори
17 червня 1993 р. парламент ухвалив рішення провести 26 вересня 1993-го консультативний референдум про висловлення недовіри президенту і до парламенту. Однак 24 вересня референдум був скасований. Верховна Рада України вирішила провести дострокові вибори до парламенту 27 березня 1994 р. і президента — 26 червня 1994-го.
Президентські вибори 1994 р. стали першими, що продемонстрували розподіл країни на «Схід» і «Захід». Якщо порівняти ці результати з результатами виборів президента в 2004 р., можна помітити, що за Леоніда Кравчука проголосували регіони, які згодом підтримали Віктора Ющенка. Регіони ж, які підтримали Леоніда Кучму, згодом проголосували за Віктора Януковича. Тільки Сумська, Чернігівська, Полтавська та Кіровоградська області стали винятком.

## Результати
| Кандидати — Партія                             | Перший тур | %     | Другий тур | %     |
| ---------------------------------------------- | ---------- | ----- | ---------- | ----- |
| Леонід Кравчук — незалежний                    | 9,977,766  | 38.36 | 12,112,442 | 45.06 |
| Леонід Кучма — незалежний                      | 8,107,626  | 31.17 | 14,017,684 | 52.14 |
| Олександр Мороз — Соціалістична партія України | 3,466,541  | 13.33 |            |       |
| Володимир Лановий — незалежний                 | 2,483,986  | 9.55  |            |       |
| Валерій Бабич — незалежний                     | 644,263    | 2.48  |            |       |
| Іван Плющ — незалежний                         | 321,886    | 1.24  |            |       |
| Петро Таланчук — незалежний                    | 143,361    | 0.55  |            |       |
| проти всіх                                     | 892,740    | 3.43  | 551,380    | 2.80  |

Результати першого туру президентських виборів 1994 за регіонами:
| регіон            | Кравчук | Кучма | Мороз | Лановий | Бабич |
| ----------------- | ------- | ----- | ----- | ------- | ----- |
| АР Крим           | 7,5     | 83,3  | 1,3   | 3,4     | 1,94  |
| Вінницька         | 45,3    | 20,0  | 15,5  | 9,9     | 2,28  |
| Волинська         | 69,9    | 5,5   | 7,6   | 10,8    | 1,8   |
| Дніпропетровська  | 26,3    | 43,5  | 8,7   | 11,9    | 4,53  |
| Донецька          | 16,4    | 54,8  | 16,6  | 6,3     | 2,18  |
| Житомирська       | 47,3    | 20,0  | 14,3  | 11,0    | 2,54  |
| Закарпатська      | 51,6    | 17,5  | 4,4   | 10,7    | 6,27  |
| Запорізька        | 24,2    | 49,4  | 12,7  | 7,9     | 2,25  |
| Івано-Франківська | 89,0    | 3,1   | 1,4   | 3,0     | 0,44  |
| Київська          | 41,9    | 18,8  | 13,9  | 16,9    | 3,38  |
| Кіровоградська    | 30,5    | 21,3  | 21,5  | 19,2    | 2,56  |
| Луганська         | 9,9     | 54,5  | 25,9  | 4,6     | 1,85  |
| Львівська         | 90,6    | 3,6   | 1,2   | 1,7     | 0,42  |
| Миколаївська      | 36,8    | 34,0  | 12,7  | 9,0     | 2,78  |
| Одеська           | 23,5    | 42,7  | 14,3  | 11,7    | 2,71  |
| Полтавська        | 30,0    | 28,8  | 18,6  | 14,4    | 2,56  |
| Рівненська        | 77,3    | 6,1   | 5,2   | 7,1     | 1,01  |
| Сумська           | 23,6    | 31,0  | 25,5  | 11,8    | 2,57  |
| Тернопільська     | 91,0    | 2,6   | 1,1   | 2,6     | 0,44  |
| Харківська        | 24,9    | 34,9  | 22,6  | 9,7     | 3,21  |
| Херсонська        | 26,5    | 36,5  | 19,9  | 10,1    | 2,27  |
| Хмельницька       | 40,6    | 16,0  | 23,9  | 11,6    | 2,29  |
| Черкаська         | 39,7    | 18,3  | 21,2  | 12,9    | 2,46  |
| Чернівецька       | 55,7    | 21,1  | 6,6   | 7,5     | 3,02  |
| Чернігівська      | 23,0    | 46,1  | 14,8  | 7,2     | 1,97  |
| Київ              | 39,2    | 18,4  | 8,4   | 25,5    | 4,75  |
| Севастополь       | 5,6     | 83,1  | 2,5   | 4,0     | 1,06  |
| Україна           | 38,3    | 31,1  | 13,3  | 9,5     | 2,48  |

Результати другого туру президентських виборів 1994 за регіонами:
| регіон            | Кучма | Кравчук |
| ----------------- | ----- | ------- |
| АР Крим           | 89,7  | 8,9     |
| Вінницька         | 42,3  | 54,3    |
| Волинська         | 14,0  | 83,9    |
| Дніпропетровська  | 67,8  | 29,7    |
| Донецька          | 79,0  | 18,5    |
| Житомирська       | 41,6  | 55,6    |
| Закарпатська      | 25,5  | 70,5    |
| Запорізька        | 70,7  | 26,8    |
| Івано-Франківська | 3,9   | 94,5    |
| Київська          | 38,4  | 58,3    |
| Кіровоградська    | 49,7  | 45,7    |
| Луганська         | 88,0  | 10,1    |
| Львівська         | 3,9   | 93,8    |
| Миколаївська      | 52,8  | 44,7    |
| Одеська           | 66,8  | 29,2    |
| Полтавська        | 59,2  | 37,4    |
| Рівненська        | 11,0  | 87,3    |
| Сумська           | 67,8  | 28,9    |
| Тернопільська     | 3,8   | 94,8    |
| Харківська        | 71,0  | 26,0    |
| Херсонська        | 64,6  | 32,1    |
| Хмельницька       | 39,3  | 57,2    |
| Черкаська         | 45,7  | 50,8    |
| Чернівецька       | 35,3  | 61,8    |
| Чернігівська      | 72,3  | 25,1    |
| Київ              | 35,6  | 59,1    |
| Севастополь       | 92,0  | 6,5     |
| Україна           | 52,2  | 45,1    |

Рівень підтримки лідерів по областях:
|                       |  |                        |  |
| Кравчук Л. М. (І тур) |  | Кравчук Л. М. (ІІ тур) |  |
|                       |  |                        |  |
| Кучма Л. Д. (І тур)   |  | Кучма Л. Д. (ІІ тур)   |  |

## Парламентська підтримка
| Фракція                          | Кількість місць | Підтримка кандидата на посаду Президента |
| -------------------------------- | --------------- | ---------------------------------------- |
| Комуністична партія України      | 83              | Олександр Мороз                          |
| Соціалістична партія України     | 25              | Олександр Мороз                          |
| Народний рух України             | 27              | Володимир Лановий                        |
| Міжрегіональна депутатська група | 26              | Леонід Кучма                             |
| Блок «Державність»               | 25              | Леонід Кравчук                           |
| Блок «Центр»                     | 38              | Леонід Кравчук                           |
| Блок «Аграрії України»           | 36              | Леонід Кравчук                           |
| Блок «Реформи»                   | 27              | Володимир Лановий                        |
| Блок «Єдність»                   | 25              | –                                        |
| позафракційні                    | 23              | –                                        |
| Усього                           | 335             |                                          |